# Wittersheim (Frankrijk)
Wittersheim (Duits: Wittersheim im Elsass) is een gemeente in het Franse departement Bas-Rhin (regio Grand Est) en telt 503 inwoners (1999). De plaats maakt deel uit van het arrondissement Haguenau.

## Geografie
De oppervlakte van Wittersheim bedraagt 7,0 km², de bevolkingsdichtheid is 71,9 inwoners per km².
De onderstaande kaart toont de ligging van Wittersheim (Frankrijk) met de belangrijkste infrastructuur en aangrenzende gemeenten.

## Demografie
Onderstaande figuur toont het verloop van het inwonertal (bron: INSEE-tellingen).